# Sacre
Pour l’article homonyme, voir Sacre québécois (juron).

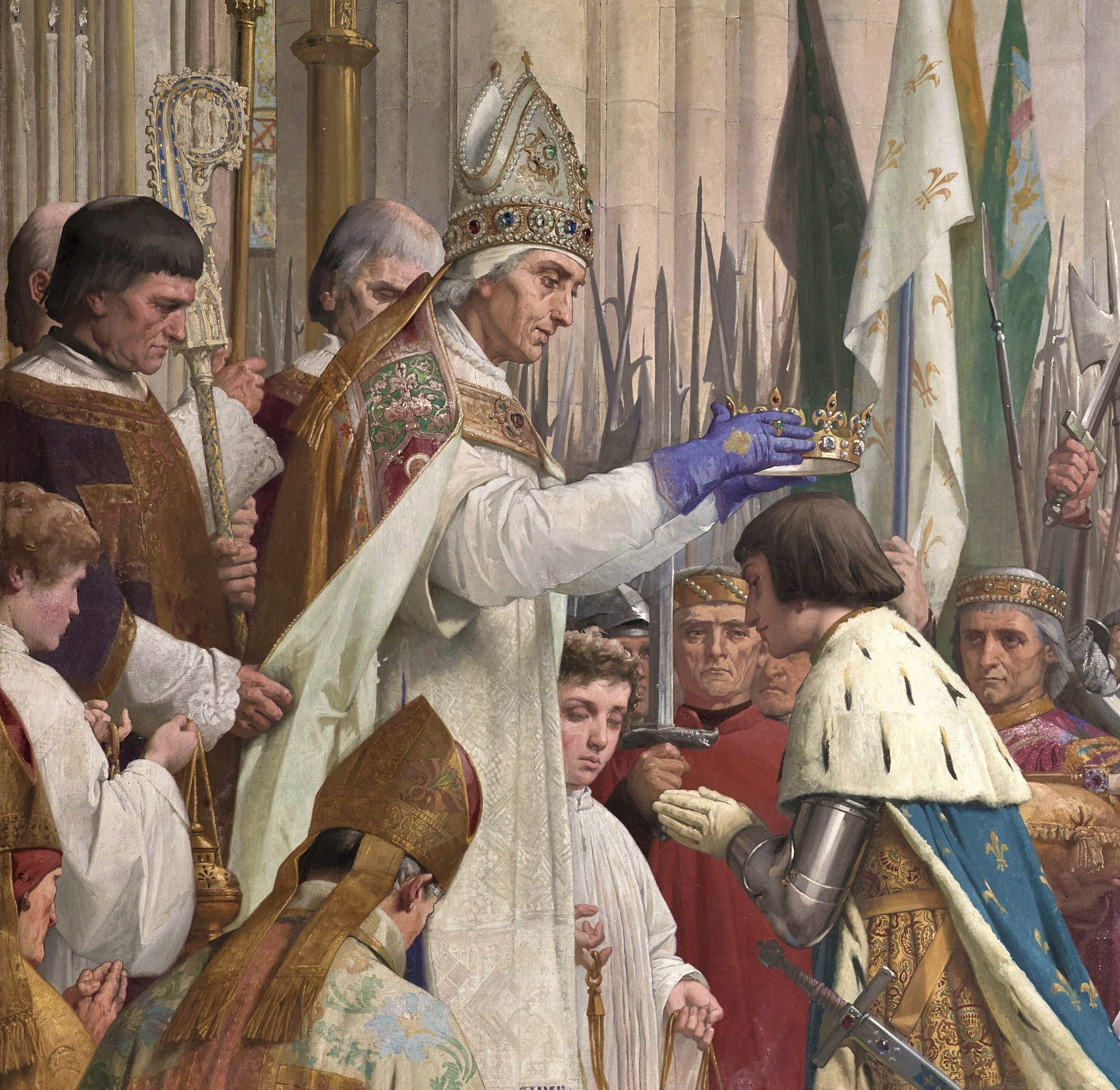
Le sacre de Charles VII (14 juillet 1429) dans la cathédrale de Reims, détail d'une fresque de Jules-Eugène Lenepveu.

Le sacre est une cérémonie religieuse qui se déroule dans une cathédrale  conférant à un individu un caractère sacré (parfois même divin), le distinguant ainsi des autres laïcs. Cette sacralisation la rend ainsi distincte du couronnement qui est l'acte civil qui met le dernier sceau au contrat politique passé entre le prince et le peuple. Seules quelques monarchies sacrales actuelles (Royaume-Uni, Japon) ont gardé cette coutume.
Les Français ont tendance à se référer au sacre d'un roi, tandis que les Anglais parlent en général de son couronnement (coronation), à la manière des Allemands (die Krönung, quoique les Allemands mentionnent plus volontiers die Weihe que les Anglais the consecration ou the sacring).
Au sens littéraire du terme, selon la définition du dictionnaire Larousse le sacre est une « cérémonie religieuse pour le couronnement des rois, des empereurs ». Cependant, cette définition semble trop restrictive : comme l’a montré Jean Birot dans Le Saint-Empire (du couronnement de Charlemagne au sacre de Napoléon) en 1903 , le sacre doit être aussi défini comme un moyen d’articulation entre les pouvoirs temporel et spirituel (articulation notamment entre le Pape et l’Empereur) prenant en compte des considérations morales et politique : le sacre est donc à la fois un cérémonial mais au-delà, un moyen d’affirmation et d’articulation politique qui était tout à fait non négligeable. Jean Birot montre que dans le cadre de Napoléon, ce dernier insista fortement sur l'aspect des traditions de l'antiquité et du Moyen Âge pour créer une « monarchie universelle ». En outre, et selon les propos de David Chanteranne dans son ouvrage Le Sacre de Napoléon, le couronnement, à la différence du sacre, ne dépend pas de l’autorité du pouvoir religieux, tandis que le sacre, lui, y est intimement lié.

## Restauration du sacre au Moyen Âge

### Espagne
Le sacre fut pratiqué par les souverains wisigothiques d'Espagne au VIIe siècle, le premier étant daté de 672 avec le roi Wamba à Tolède, mais seul le royaume d'Aragon en conserva l'usage par la suite. Les autres royaumes préférèrent le simple couronnement, de façon à être moins soumis à l'emprise du clergé.

### Angleterre
Les rois d'Angleterre, puis souverains britanniques sont  sacrés, à l'Abbaye de Westminster. La King Edward's Chair (ou Coronation Chair), la « Chaise du roi Edouard » ou « Chaise du couronnement », qui sert à l'intronisation des souverains britanniques depuis Édouard Ier, est entreposée dans la Chapelle Édouard le Confesseur. Jusqu'en 1996, elle était accompagnée de la Pierre du destin (ou pierre de Scone).

### France
- Voir l'article détaillé Sacre des rois de France

#### Les sacres de Pépin le Bref
Les rois mérovingiens (Ve – VIIIe siècles) n'accédaient pas au pouvoir après un sacre ; ils étaient choisis (élus) par les aristocrates dans la famille mérovingienne. Leur pouvoir provenait de leur charisme et de leurs victoires militaires.
Le baptême du premier roi mérovingien Clovis, vers 496/499, n'a jamais été un sacre.
Au milieu du VIIIe siècle, c'est le maire du palais Pépin le Bref, fils de Charles Martel, qui inaugura la pratique du sacre religieux pour les rois de France ; au préalable, il voulut s'assurer du soutien de la plus haute autorité spiritiuelle de l'Occident : le pape. Il envoya d'abord Burchard, évêque de Wurzbourg, et Fulrad, l'abbé de Saint-Denis en ambassade auprès du pape Zacharie. Celui-ci répondit que l'ordre divin était troublé car le maire du palais disposait de la réalité du pouvoir alors qu'il n'en avait pas la légitimité. Les derniers rois mérovingiens n'exerçaient en effet plus aucune autorité effective (image d'Épinal des rois fainéants).
L'Église affirme alors qu'elle doit donner la légitimité du pouvoir par le rituel du sacre. Le modèle est l'onction que reçut le roi David par Samuel dans l'Ancien Testament. Le sacre de Pépin le Bref eut lieu en mars 751 à Soissons où « les évêques présents l’oignirent du saint chrême » en plusieurs endroits du corps. L'élection par le peuple et les grands (aristocrates) du royaume demeure, mais avec les successeurs carolingiens, elle perd de son importance.
En échange de son accord de principe, le pape avait espéré l'appui armé du carolingien face aux menaces lombardes. En 753, le pape Étienne II est contraint de se réfugier en Gaule où il demande l'intervention de Pépin le Bref. Ce dernier lui donne alors la promesse d'une intervention armée contre les Lombards. En échange, le pape lui confère le titre de « patrice des Romains » (c'est-à-dire protecteur de Rome) et le sacre une seconde fois à Saint-Denis le 28 juillet 754. Cette fois-ci, les deux fils de Pépin dont le futur Charlemagne sont sacrés des mains même du pontife qui bénit aussi Berthe, l'épouse de Pépin. Par la suite, Pépin Le Bref tient sa promesse et engage plusieurs expéditions en Italie. Les territoires abandonnés par les Lombards forment la donation de Pépin qui constitueront l'embryon des états pontificaux, le temporal de Saint-Pierre.
Le sacre de Pépin le Bref a plusieurs implications fondamentales : 
- un changement dynastique : les Carolingiens règnent en France jusqu'en 987. Le dernier roi mérovingien, Childéric III, est enfermé dans un monastère.
- les Carolingiens ont obtenu le soutien du pape et de l'Église. Ils doivent en retour assurer leur défense.
- avec le sacre de 754, toute la dynastie carolingienne est sacrée.
- par le sacre, le roi se trouve au-dessus de tous les autres laïcs.

#### Le sacre sous les Carolingiens

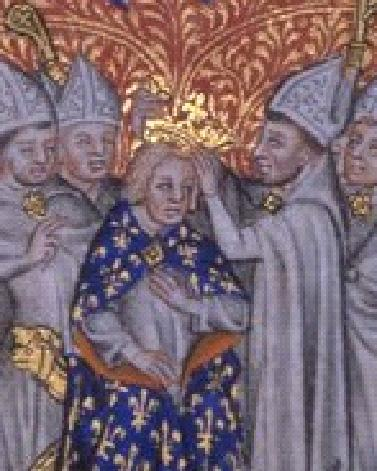
Couronnement de Louis X

Sous l’empire carolingien, l’élection est tombée en désuétude, sans pour autant disparaître : elle est rappelée lors du sacre par une acclamation, mais elle n’est plus qu’une formalité. Le couronnement impérial, remis à l'ordre du jour par Charlemagne en 800, est distinct du sacre. Il a lieu en général à Rome, en présence du pape.
Le premier sacre qui eut lieu à Reims fut celui de Louis le Pieux en octobre 816. Ce fils de Charlemagne devenait, par cette cérémonie, l'élu de Dieu et défenseur de l'Église. L'archevêque de Reims Hincmar sacra Charles le Chauve en 869. Pourtant Reims ne garda la prééminence sur les autres sièges métropolitains qu'au cours du XIIe siècle car elle était la ville du baptême de Clovis pendant lequel apparut la sainte Ampoule. Aussi le Capétien Louis VI se fit-il sacrer à Orléans en 1108.
Le déclin des Carolingiens est patent aux IXe et Xe siècles : le robertien Eudes est choisi par les grands du royaume. Le 29 février 888, il est sacré roi des Francs en l'abbaye Saint-Corneille de Compiègne, par Gautier, archevêque de Sens, son cousin. Après avoir proclamé la déchéance du roi carolingien Charles le Simple, Robert, frère d'Eudes, est élu le 29 juin 922 et sacré roi à Reims le lendemain dimanche 30 juin. À la mort de Robert Ier au cours de la bataille de Soissons en 923, les grands du royaume ne voulant pas rendre la couronne à Charles le Simple, choisissent pour roi Raoul, le gendre de Robert Ier. Le 13 juillet 923, Raoul est sacré en l'abbaye Saint-Médard de Soissons.
Au Xe siècle, les princes territoriaux (marquis, ducs, comtes) ont acquis une telle puissance politique qu’ils peuvent poser leurs conditions avant de consentir à l’élection du roi. L’élection du roi est donc redevenue déterminante, surtout pendant les crises dynastiques. 
En 987, le carolingien Louis V meurt sans enfant. Hugues Capet est élu par les grands à Senlis puis sacré à Noyon le dimanche 3 juillet 987 : c'est la fin de la dynastie carolingienne. Le 25 décembre 987 à Sainte-Croix d’Orléans, Hugues Capet prend le soin de faire sacrer son fils Robert de son vivant. Cet usage est perpétué jusqu'à Philippe Auguste : à la fin du XIIe siècle, le pouvoir et la légitimité des Capétiens sont définitivement assurés.

#### L'évolution du rituel et dégradation
Le rituel du sacre ne se fixa que progressivement : la description des gestes et des paroles prononcées au cours du sacre se nomme ordo. Les clercs en ont rédigés plusieurs :
- ordo d'Hincmar (IXe siècle) : onction, couronnement, serment : le roi s'engage à respecter et défendre l'Église, assurer la paix et rendre justice ainsi que la miséricorde[réf. nécessaire]
- ordo de Fulrad, abbé de Saint-Vaast d'Arras (vers l'an mille) [5]
- ordo de saint Louis (XIIIe siècle) : remise des éperons et d'une épée en présence des 12 pairs de France. Les acclamations du peuple présent dans la cathédrale de Reims remplacent l'ancienne élection. Baiser de paix.  Au cours du sacre, le roi reçoit ses insignes de pouvoir (regalia). Si le roi est marié, le sacre de la reine a lieu juste après.[réf. nécessaire]

À partir du XIe siècle, on attribue au roi de France le pouvoir thaumaturgique de guérisseur. Après son sacre, intervient la cérémonie du toucher des écrouelles.